# Pembroke College (Cambridge)
Das Pembroke College ist das drittälteste existierende College der Universität Cambridge.

## Geschichte

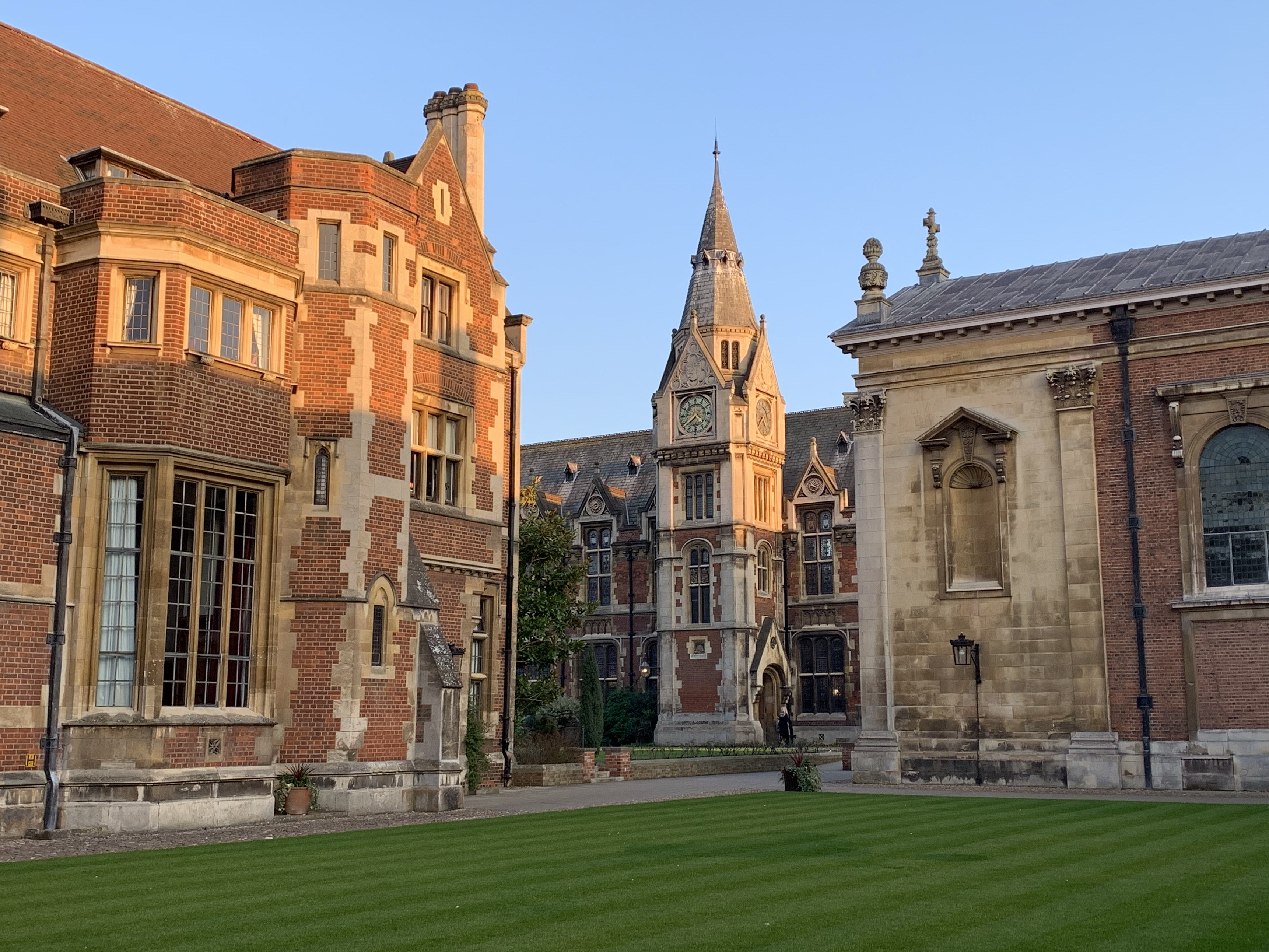
Der Uhrturm des Pembroke College

Am Weihnachtsabend 1347 gewährte König Eduard III. von England der Marie de Saint-Pol, Witwe von Aymer de Valence, 2. Earl of Pembroke, das Recht, eine neue Bildungseinrichtung an der jungen Universität in Cambridge zu gründen. Die Hall of Marie Valence, wie das College ursprünglich genannt wurde, sollte sowohl Studenten als auch Lehrer aufnehmen. Die Statuten halten zum einen fest, dass Studenten aus Frankreich bevorzugt wurden, die bereits an anderen Schulen in England studiert hatten, zum anderen, dass die Studenten gebeten werden, Kommilitonen anzuzeigen, die sich in exzessivem Trinken ergingen oder schlecht beleumundete Häuser besuchten.
Das College wurde später in Pembroke House und schließlich 1856 in Pembroke College umbenannt.

## Gebäude

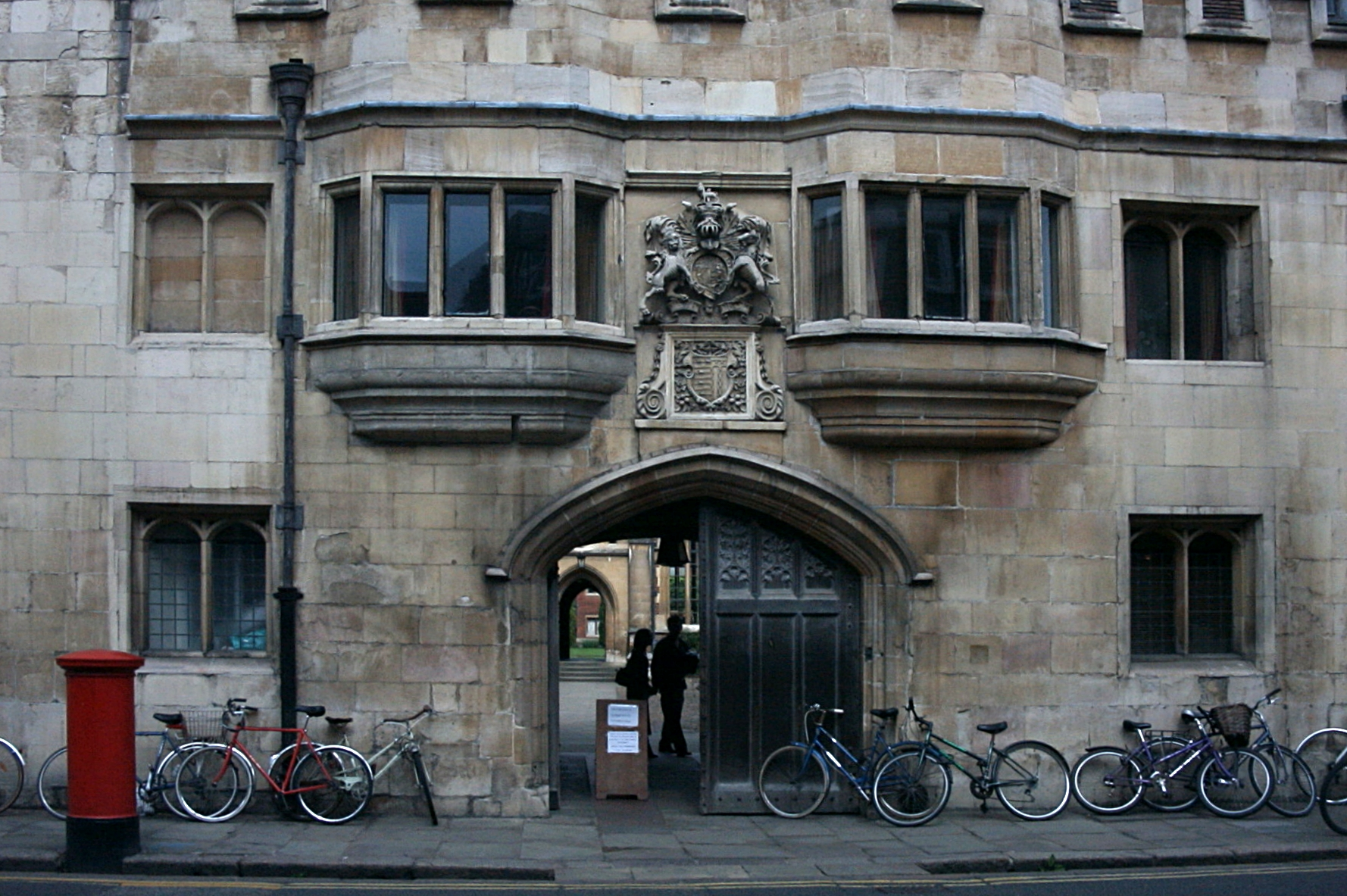
Das Haupttor des Pembroke College

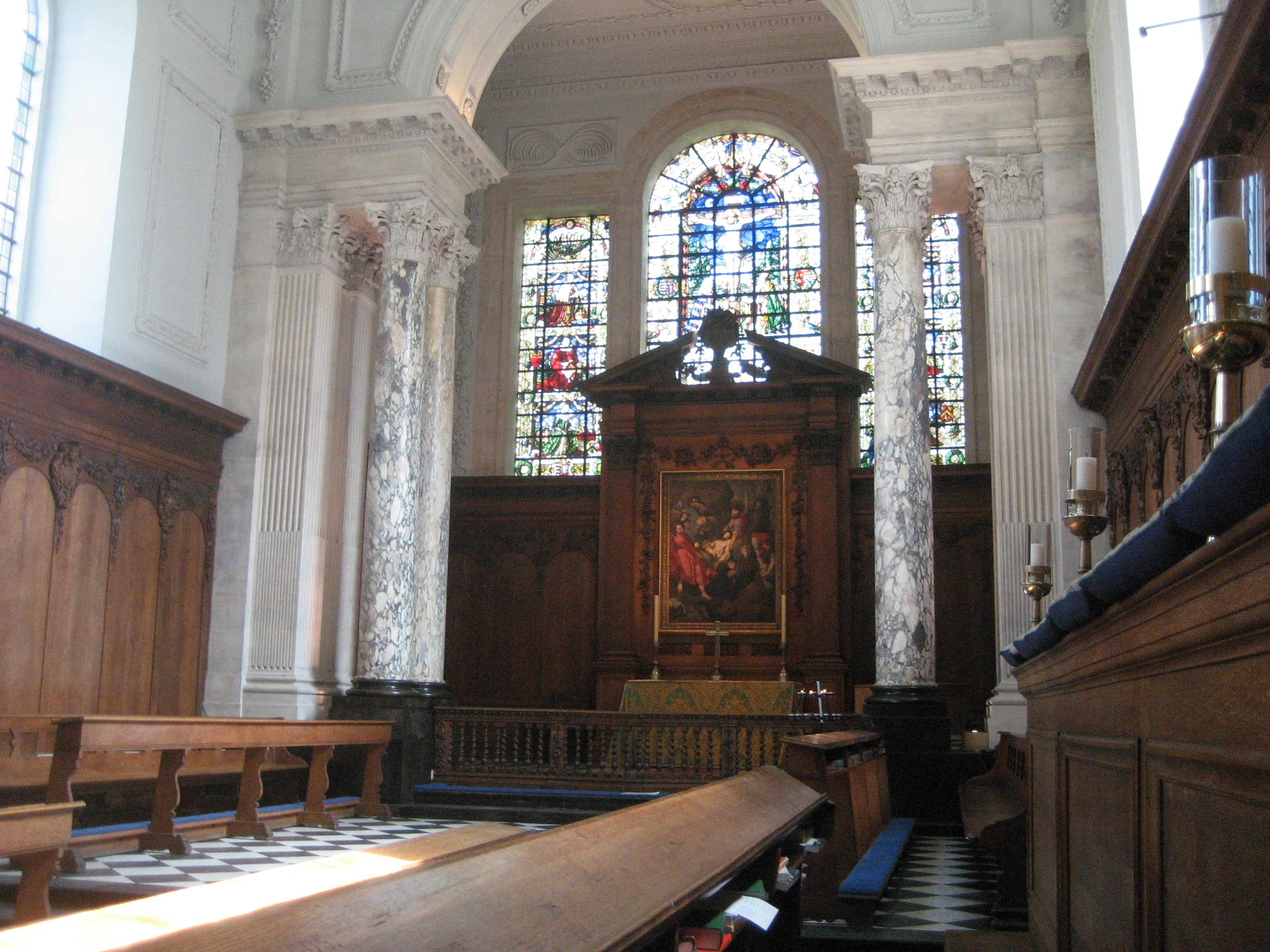
Kapelle

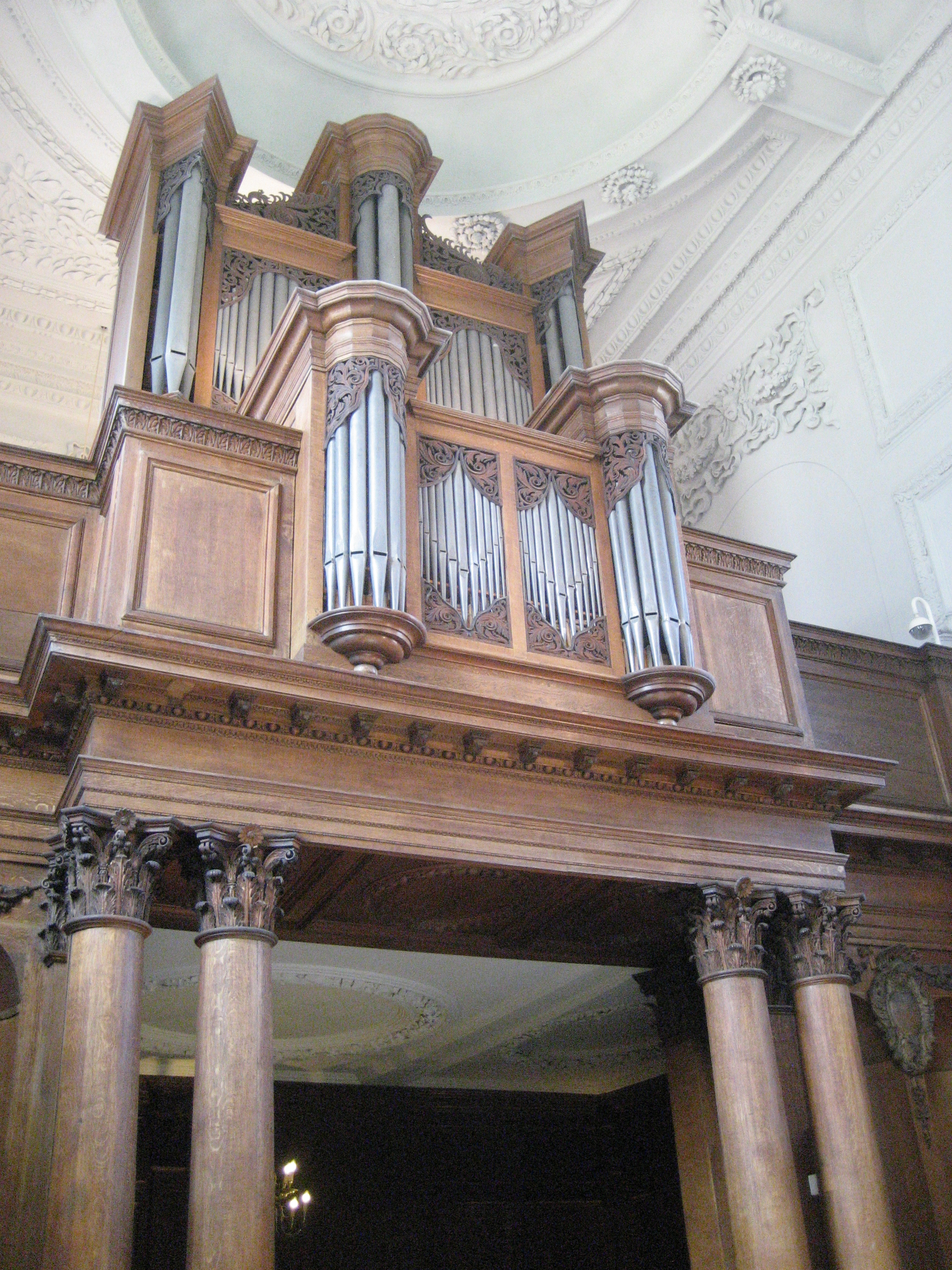
Orgel

Die ersten Gebäude standen um einen einfachen Hof, den heutigen Old Court, und enthielten alle Einrichtungen, die das College benötigte: Kapelle, Halle, Küche und Vorratskammer, Unterkünfte für Lehrer und Studenten. Die Statuten sagten darüber hinaus einen Verwalter, einen Koch, einen Friseur und eine Wäscherin zu. Sowohl die Gründung des College als auch der Bau der ersten College-Kapelle der Stadt (1355) erforderten die Genehmigung durch eine Päpstliche Bulle.
Der ursprüngliche Hof war mit 95 × 55 Fuß (29,0 × 16,7 Meter) der kleinste der Universität und wurde erst im 19. Jahrhundert durch den Abriss der Südfront auf die heutige Größe erweitert.
Das Torhaus des College hingegen ist der ursprüngliche Bau und somit das älteste in Cambridge. Die Halle wurde im 19. Jahrhundert von Alfred Waterhouse neu errichtet, nachdem er die bestehende für nicht sicher erklärt hatte.
Die alte Kapelle bildet heute die Old Library. Sie hat eine auffällige Gipsdecke aus dem 17. Jahrhundert, die fliegende Vögel zeigt und von Henry Doogood stammt. Während des Englischen Bürgerkriegs wurde einer der Fellows des Colleges und Kaplan des späteren Königs Karl I., Mathew Wren, von Oliver Cromwell eingesperrt. Bei seiner Freilassung nach 18 Jahren löste er ein Versprechen ein, indem er seinen Neffen Christopher Wren mit dem Neubau einer großen Kapelle in seinem früheren College beauftragte. Das Bauwerk wurde am St Mathew's Day 1665 geweiht und an seiner Ostseite in den 1880er Jahren von George Gilbert Scott erweitert.
Zum Pembroke College gehören auch gut gepflegte Gärten mit einer großen Fläche, die für sorgfältig ausgewählte Pflanzen reserviert ist. Glanzpunkte sind The Orchard, ein teilweise naturbelassenes Stück in der Mitte des College, eine beeindruckende Platanenallee und eine makellos gehaltene Grünfläche für den Kegelsport (Bowling green), die die älteste ununterbrochen genutzte in Europa sein soll. Seit 1997 gibt es zudem einen Neubau, Foundress Court, der hauptsächlich Büros enthält.

## Zahlen zu den Studierenden
Im Dezember 2022 waren 766 Studierende am Pembroke College eingeschrieben. Davon strebten 484 (63,2 %) den Bachelor als ihren ersten Studienabschluss an, sie waren also undergraduates. 282 (36,8 %) arbeiteten auf einen weiteren Abschluss hin, sie waren postgraduates, davon 194 Doktoranden. 2020 waren es 784 Studierende gewesen, davon 300 im weiterführenden Studium. 389 Studenten (50 %) waren Frauen. 2021 waren es insgesamt 794 Studierende.

## Bekannte Alumni des Pembroke College

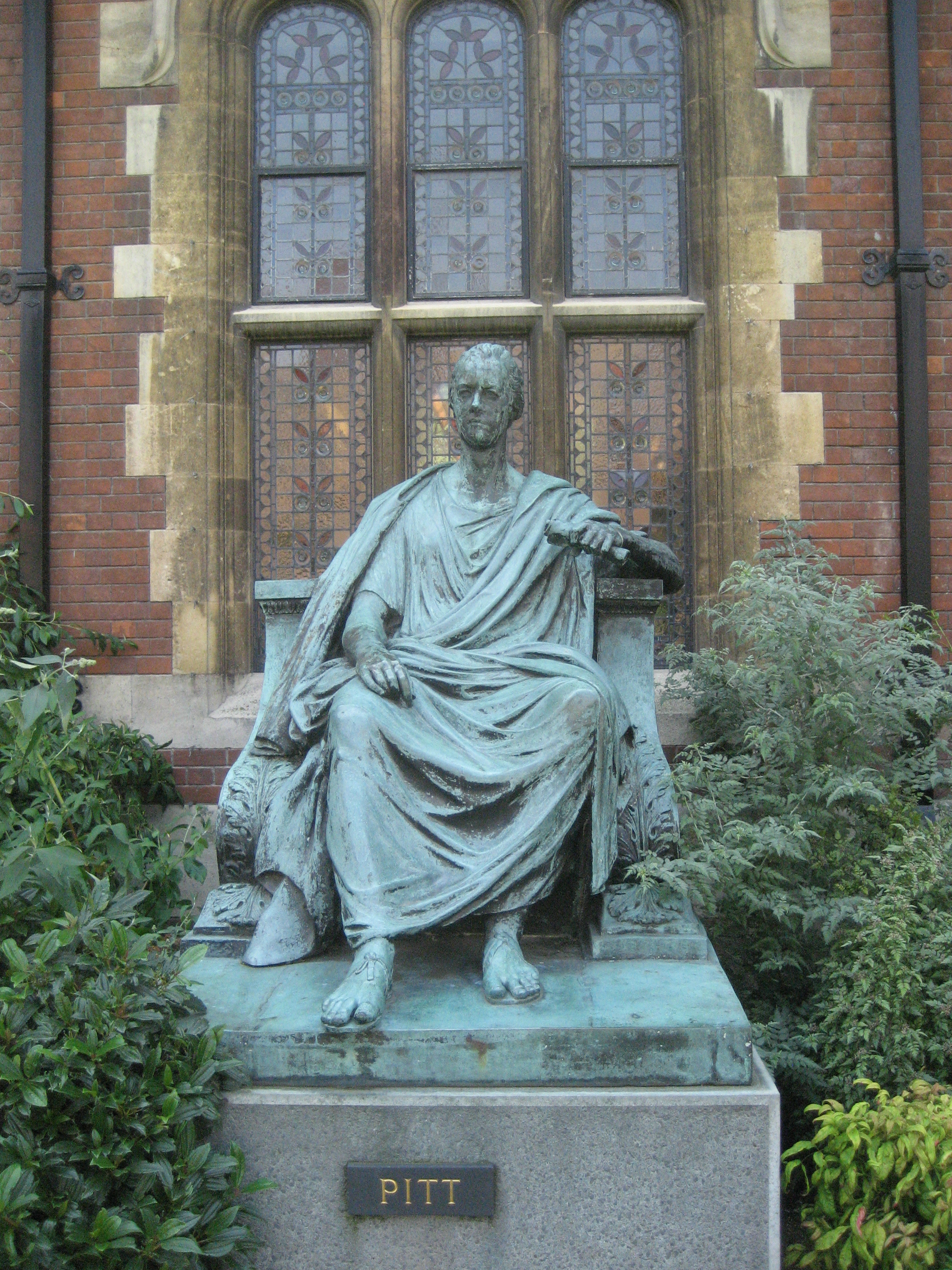
Standbild von Pitt at Pembroke College

- Arthur John Arberry (1905–1969), Orientalist, Islamwissenschaftler
- Robin Leonard Bidwell (1927/1929–1994), Orientalist, Autor zur Kolonialgeschichte
- Tim Brooke-Taylor (1940–2020), Schauspieler, Komiker
- RAB Butler (1902–1982), Politiker, Schatzkanzler, Innenminister
- Peter Cook (1937–1995), britischer Autor, Schauspieler und Komiker
- Ray Dolby (1933–2013), Ingenieur und Erfinder, Gründer von Dolby
- Simon Donaldson (Träger der Fields-Medaille)
- Abba Eban (Politiker)
- William Eliot (Politiker)
- Thomas Gray (Dichter)
- Stephen Greenblatt (Literaturwissenschaftler)
- Edmund Grindal (Erzbischof von Canterbury)
- Naomie Harris (Schauspielerin)
- Tom Hiddleston (Schauspieler)
- Ted Hughes (Dichter)
- Eric Idle (Entertainer)
- Clive James (Schriftsteller)
- Humphrey Jennings (Filmemacher)
- Peter May (Cricketspieler)
- Bill Oddie (Schauspieler und Vogelbeobachter)
- William Pitt der Jüngere (Politiker)
- Edwin Plowden, Baron Plowden (Industrieller)
- Nicholas Ridley (Märtyrer)
- Martin Rowson (Cartoonist)
- Tom Sharpe (Schriftsteller)
- Christopher Smart (1722–1771), Dichter, ab 1739 Stipendiat des Colleges, graduiert als A.B. 1742, gewählter Fellow 1745, Prälektor für Philosophie und danach Rhetorik, M.A. 1747, verließ Cambridge 1748 oder 1749[4]
- Chris Smith (* 1951), Politiker, Parlamentsabgeordneter
- Edmund Spenser (1552–1599), Dichter
- George Gabriel Stokes (1819–1903), Physiker und Mathematiker, bekannt durch die Stokessche Gleichung
- Peter Murray Taylor, Baron Taylor of Gosforth (1930–1997), Lord Chief Justice
- Karan Thapar (* 1955), indischer Fernsehreporter
- William Turner (1832–1916), Anatom, Mediziner
- Wavell Wakefield, 1. Baron Wakefield of Kendal (1898–1983), Rugbyspieler